# Paul Fleming

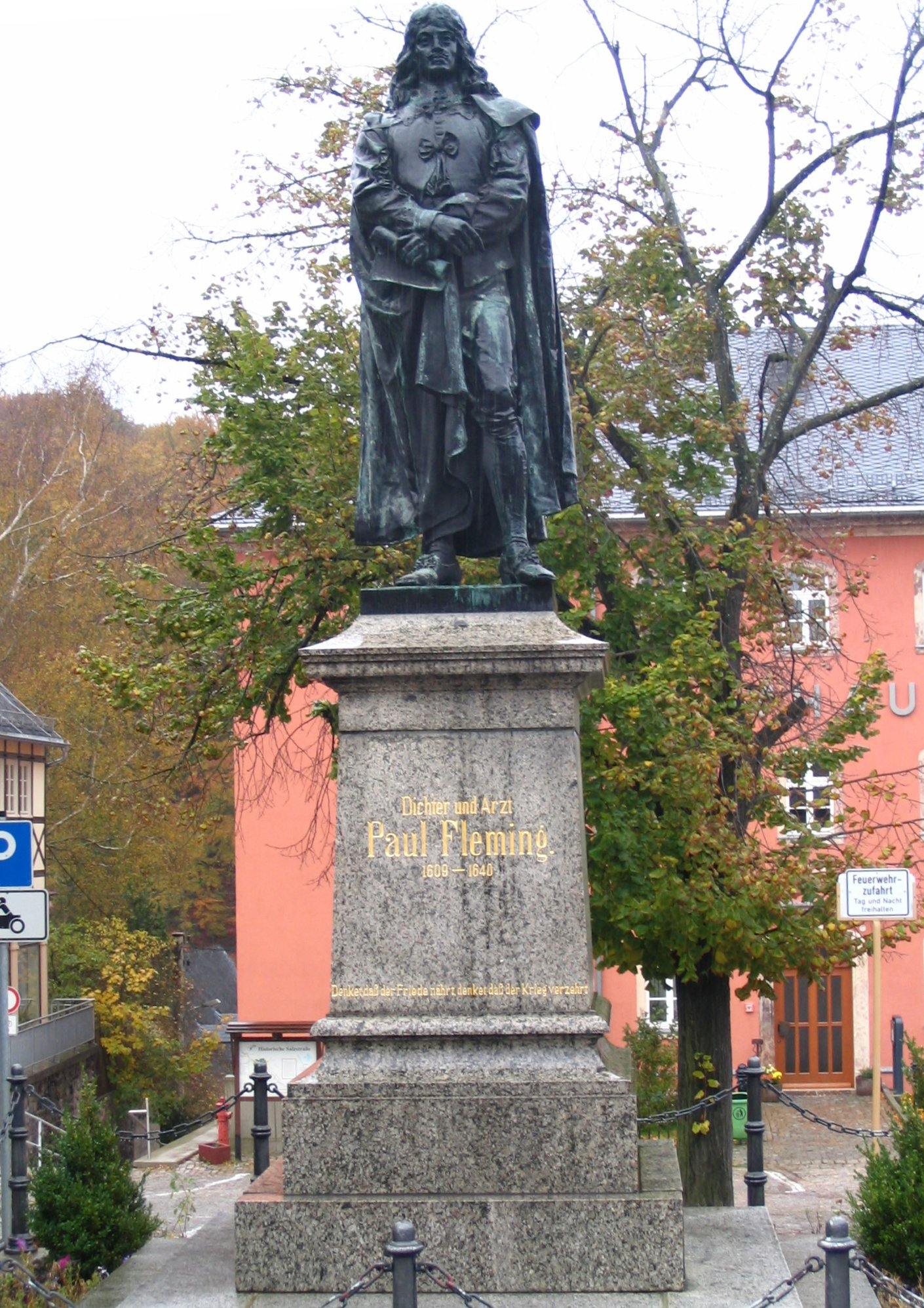
Fleming szobra Hartensteinben

Paul Fleming névváltozat: Flemming (Hartenstein, 1609. október 5. – Hamburg, 1640. április 2.) német orvos, költő

## Élete
Apja Abraham Fleming, jómódú evangélikus lelkész volt. Kora gyermekkorában apja tanította, ezután a mittweidai iskolába, majd a híres lipcsei Szent Tamás Iskolába járt. Orvosi tanulmányait a Lipcsei Egyetemen kezdte, ahol irodalmat is tanult s filozófiából doktorált. Orvosi doktorátust végül a Hamburgi Egyetemen szerzett. A Harmincéves háború Holsteinbe sodorta, ahol 1633-ban III. Frigyes holsteini herceg orvosa, udvaronca s intézője lett. 1633 végén a herceg követségbe küldte Oroszországba és Perzsiába egy küldöttséggel, amelynek vezetői Otto Brüggemann és Philipp Kruse volt. A követség tagja volt Adam Olearius is.
Csaknem hat évet töltött Németországtól távol, jobbára a fent említett két birodalomban. Oroszország felé Fleming a követség előfutára volt, amely Novgorodba ment, s ott is maradt míg a svédekkel és az oroszokkal folytak a tárgyalások. 1634. júliusának végén csatlakozott hozzá  követség többi tagja, s továbbmentek Moszkvába, ahová augusztus 14-én érkeztek meg. Négy hónap moszkvai tartózkodás után a követség 1634. karácsonyának estéjén útra kelt a Balti-tenger felé, 1635. január 10.-én érkeztek meg Revalba (ma: Tallinn, Észtország). A követség egy része tovább ment Gottorfba, a másik része pedig, közte Fleming Revalban maradt. Csaknem egy éven át élt itt, ezalatt Hirten (Pásztorok) néven költői kört szervezett.
Nem sokkal Revalba érkezése után udvarolni kezdett Elsabe Niehusnak, Heinrich Niehus hamburgi származású kereskedő lányának. Szerelmes verseket írt neki, s eljegyezte. 1636-ban a követség továbbment Perzsiába, Elsabe Revalban maradt. Perzsiában töltött ideje, 1636 és 1638 közt írt verseinek gyűjteménye az Epistolae ex Persia. A követség 1637-ben Iszfahánban volt. Revalba visszatérte után szembesült azzal, hogy Elsabe időközben egy másik férfi felesége lett, ezért eljegyezte nővérét, Anna Niehust. 1639-ben a Leideni Egyetemen folytatta orvosi tanulmányait. 1640-ben telepedett le Hamburgban, ahol hamarosan elhunyt.

## Munkássága
Kortársaival, Martin Opitz-cal, Andreas Gryphius-szal, Christian Hoffmann von Hoffmannswaldau-val és a később élt Daniel Casper von Lohensteinnel együtt Fleming egyike azon német íróknak, akiket ma a "sziléziai iskola" néven tart számon az irodalomtudomány. Jól ismert költeménye az Auf den Tod eines Kindes és a Madrigal. Számos szonettje szól azokról a helyekről, amelyeket utazásai során meglátogatott. Életében egyetlen versgyűjteménye jelent meg, a Rubella seu Suaviorum Liber (1631).
Önálló, szintén életében megjelent munkája a Klagegedichte über das unschuldigste Leiden und Tod unsers Erlösers Jesu Christi (1632). Teutsche Poemata című gyűjteménye posztumusz jelent meg 1642-ben. E gyűjteményt később Geistliche und weltliche Gedichte-re nevezték át, s számos híres szerelmes verset tartalmaz. Latin és német nyelven alkotott, latin költeményei 1863-ben jelentek meg Johann Martin Lappenberg szerkesztésében. Fleminget igazi költői zseninek, a "harmincéves háború egyetlen jó német költőjének" tartották. Günter Grass a "német tizenhetedik századi irodalom egyik fő alakjának" nevezte.
Heinrich Isaac O Welt, ich muss dich lassen című alkotása dallamára In allen meinen Taten címmel kilenc versszakból álló költeményt alkotott, ezt több énekeskönyv is tartalmazza. Johann Sebastian Bach e költemény utolsó versszakát használta fel Meine Seufzer, meine Tränen (BWV 13) és Sie werden euch in den Bann tun (BWV 44) című kantátái lezárására. A teljes mű az alapja Bach  In allen meinen Taten (BWV 97) című korálkantátájának. A 17. században egy másik zeneszerző, David Pohle (1624-1695) tizenkét Fleming által írt szerelmes verset zenésített meg. Johannes Brahms a Lass dich nur nichts bedauern című költeményt zenésítette meg.

## Munkái
- Rubella seu Suaviorum Liber (1631) online változat
- Klagegedichte über das unschüldigste Leiden undt Tod unsers Erlösers Jesu Christi (1632)
- Prodromus (1641)
- Teutsche Poemata (1646) online változat

## Fordítás
- Ez a szócikk részben vagy egészben  a   Paul Fleming (poet) című angol Wikipédia-szócikk ezen változatának fordításán alapul.  Az eredeti cikk szerkesztőit annak laptörténete sorolja fel. Ez a jelzés csupán a megfogalmazás eredetét és a szerzői jogokat jelzi, nem szolgál a cikkben szereplő információk forrásmegjelöléseként.